# Avanguardia (esercito)
L'avanguardia è un'unità che ha il compito di precedere il grosso di una formazione militare in movimento per:
- esplorare il terreno per evitare sorprese da parte del nemico (agguati o imboscate);
- rimuovere ostacoli, attivi o passivi, dall'itinerario che deve essere percorso;
- occupare rapidamente le posizioni di forza del campo di battaglia (alture, fortificazioni, ponti, ecc.);
- monitorare e contenere il nemico per permettere al grosso dell'esercito di distribuirsi;
- molestare un avversario in ripiegamento o distruggerlo se è in rotta.

Per corrispondere a questi compiti, l'avanguardia è spesso costituita da truppe veloci e leggere.